# Villa Gruber De Mari
 (janvier 2023).
La villa Grüber De Mari a été construite par la famille noble De Mari dans la seconde moitié du XVIe siècle dans la zone collinaire du quartier de Castelletto, à Gênes. 
Elle comprend une tour de guet à l'arrière, contemporaine de la construction ; l'église voisine de Santa Maria della Sanità était à l'origine la chapelle de la famille. 
La villa est située dans une position panoramique dans un grand parc à l'anglaise parmi des parcelles boisées. Il borde au sud-ouest le jardin de la villa Croce.

## Histoire et description
En 1664 le Doge de la république de Gênes Stefano De Mari (en ligurien Stêva De Mâri) y séjourna.
Au fil des siècles, le bâtiment a subi des modifications et des rénovations. Les formes actuelles ne datent que de la fin du XVIIIe siècle, lorsque la salle des colonnes a été construite ; la façade a été reconstruite en style néoclassique, enrichie d'un fronton orné de bas-reliefs et de pilastres et chapiteaux de style ionique, au-dessous de laquelle s'ouvre une grande terrasse panoramique, communiquant avec le parc en contrebas par un escalier à rampes doubles.
En 1856, la propriété passe à l'industriel autrichien Adolf Grüber, dont la villa tire encore aujourd'hui son nom. La famille a apporté quelques modifications à l'intérieur, laissant l'aspect extérieur du bâtiment pratiquement inchangé. Au début du XXe siècle, un bâtiment de style liberty est construit à l'intérieur du parc. Dans les années 1930, la villa avec les grands espaces verts environnants est vendue à la société Perrone, qui procède au lotissement d'une partie substantielle du parc pour la construction d'immeubles résidentiels.
La propriété échoit finalement à la municipalité de Gênes, qui destine la partie restante du parc à l'usage public ; il forme aujourd'hui un grand espace vert de 13 500 m2.
La villa, autrefois destinée à abriter le siège du musée américain Federico Lunardi, aujourd'hui transféré au château d'Albertis, est actuellement en mauvais état de conservation et nécessite des travaux de restauration. La villa Art nouveau, également à restaurer, appartient au Teatro Carlo Felice.
Une partie de la villa abrite le poste de police local.